# Ciemniewko
Ciemniewko es un pueblo de Polonia, en Mazovia. Según el censo de 2011, tiene una población de 102 habitantes.
Está ubicado en el distrito (gmina) de Sońsk, perteneciente al condado (powiat) de Ciechanów. Se encuentra aproximadamente a 5 km al noreste de Sońsk, a 107 km al sureste de Ciechanów y a 69 km al norte de Varsovia.
Entre 1975 y 1998 perteneció al voivodato de Ciechanów.